# Oleksandr Tjerviak
Oleksandr Tjerviak (ryska: Александр Червяк), född 15 mars 1981 i Kirovograd, Ukrainska SSR, Sovjetunionen, är en ukrainsk boxare i lätt tungvikt.
2013 knockade Tjerviak WBA:s interkontinentala mästare Dustin Dirks. Men på grund av 300 grams övervikt fick inte Tjerviak ta över Dirks titel.
Den 19 september 2015 försvarade Erik Skoglund sin IBF interkontinentaltitel i lätt tungvikt i en match mot Tjerviak i Rosvalla ishall i Nyköping. Matchen över 12 ronder blev godkänd av Kampsportsdelegationen och var den första manliga boxningsmatch för en internationell titel på svensk mark sedan 1968. Tjerviak har gått 21 proffsmatcher som gett 15 segrar, 5 förluster och 1 oavgjord kamp.